# História da tuberculose

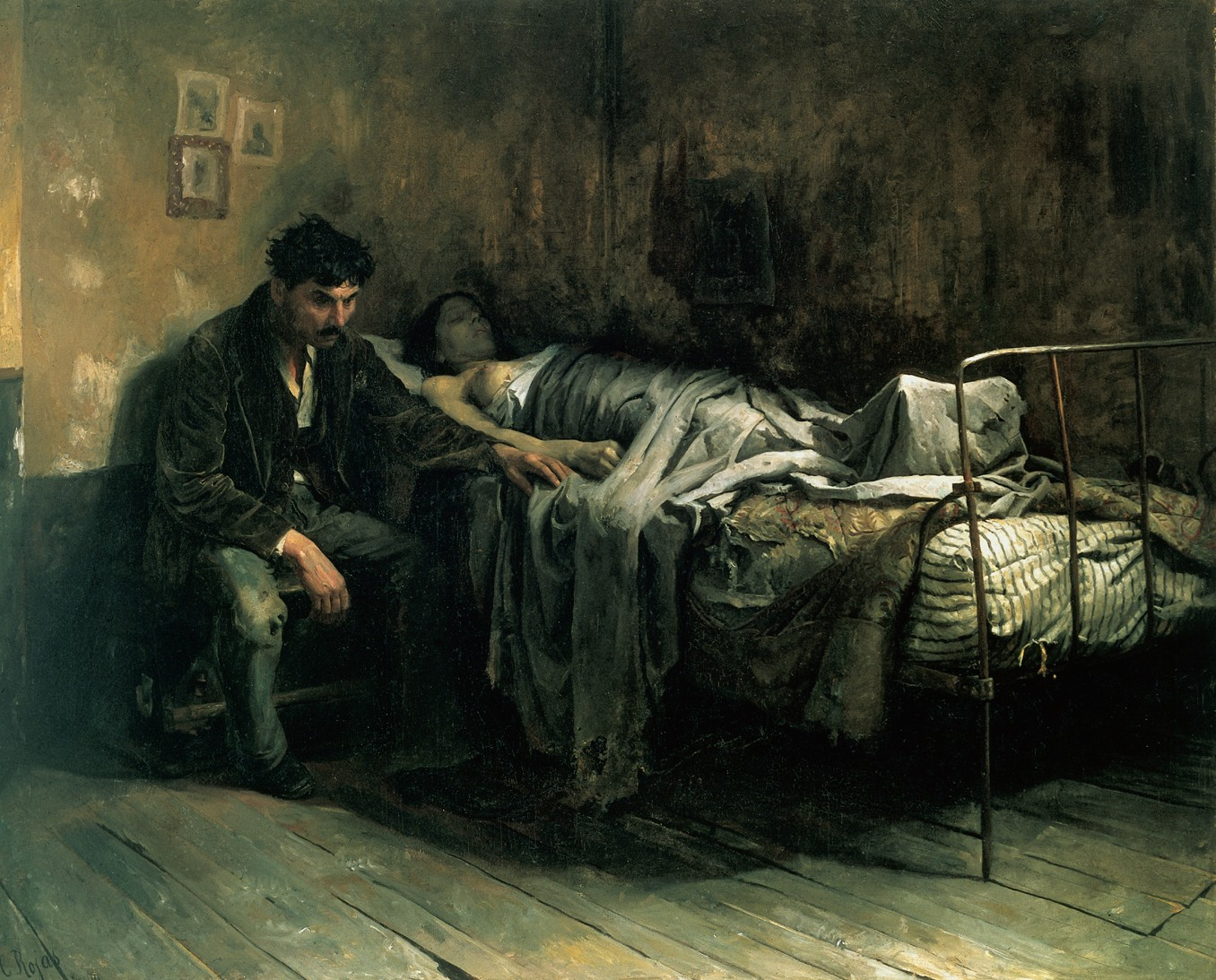

A história da tuberculose, uma doença infecciosa causada pela bactéria Mycobacterium tuberculosis, remonta mais de 20.000 anos atrás. Acredita-se que a doença tenha surgido na região do Chifre da África. A doença já foi identificada em múmias egípcias e  pré-colombianas. A espécie que originou o complexo M. Tuberculosis ainda é desconhecido, no entanto, é consenso que tenha surgido de outros organismos mais primitivos do mesmo gênero, provavelmente do Mycobacterium canettii.
Quanto a infecção em humanos, acreditava-se que o Mycobacterium bovis saltou de bovinos para humanos a partir da domesticação do gado. O sequenciamento genético de bactérias encontradas em múmias expuseram justamente o contrário: o M. tuberculosis originou  o M. bovis.
Ossos humanos do período Neolítico mostraram a presença da bactéria, embora a magnitude exata (incidência e prevalência) não seja conhecida antes do século XIX. Ainda assim, estima-se que ela atingiu o seu auge (no que diz respeito à porcentagem da população afetada) entre o final do século XVIII e o final do século XIX.
As várias culturas do mundo deram diferentes nomes doença: yaksma (Índia), phthisis (grego), consumptione (latim) e chaky oncay (inca), cada uma das quais fazem referência ao efeito de "secagem", "consumo", caquexia, que a doença provoca. A sua elevada taxa de mortalidade entre adultos de meia-idade e o surto de romantismo, que salientou o sentimento sobre a razão, fez com que muitos se referissem à doença como a "doença romântica".

## Pessoas que morreram de tuberculose
- Edgar Allan Poe
- Elizabeth Barrett Browning
- Pedro I do Brasil